# Smyków (gmina Daleszyce)
Smyków – wieś w Polsce położona w województwie świętokrzyskim, w powiecie kieleckim, w gminie Daleszyce. Leży nad Belnianką.
W latach 1975–1998 miejscowość należała administracyjnie do województwa kieleckiego.
W miejscowości działa klub piłkarski LZS Smyków. W Smykowie znajduje się stary, zabytkowy młyn w gospodarstwie państwa Majchrzaków. Jest on użytkowany do dzisiaj, lecz ograniczono jego działalność.
Niedawno oddano do użytku, zbudowane na potrzeby młodzieży, boisko znajdujące się na terenie szkoły w Sierakowie. Z boiska korzysta działający na terenie wsi klub piłkarski LZS Smyków.
W miejscowości znajduje się także remiza Ochotniczej Straży Pożarnej. Początki OSP Smyków datowane są na rok 1968. Jednak po przemianach ustrojowych w 1989 roku działalność OSP została zawieszona. Dopiero w roku 1998, 18 października reaktywowano jednostkę straży pożarnej. Obecnie prezesem straży jest Romuald Mochocki, a naczelnikiem Kazimierz Mochocki. OSP Smyków posiada również drużynę młodzieżową do lat 16. W 2007 roku jednostka OSP Smyków została włączona do KSRG.